# الصخور (بلنسية)
الصخور أو (بالإسبانية: Safor، نقحرة: سافور) هي كوماركا ضمن مقاطعة بلنسية في إسبانيا. العاصمة هي مدينة غندية، ولكنها تضم أيضًا مدن أخرى مثل أوليبة. تشتهر منطقة شاطئ Gandia ،La Platja، بالحياة الليلية البرية خلال فصل الصيف.